# Šerifové (film)
Šerifové (v originále U.S. Marshals) je americký kriminální akční film z roku 1998, který režíroval Stuart Baird a scénář k němu napsal John Pogue. Film je pokračováním filmu Uprchlík z roku 1993 a je druhým filmem z franšízy stejného jména. Přestože se v ději odkazuje na postavu Dr. Richarda Kimbleho (kterého ztvárnil Harrison Ford v prvním filmu), sám se v něm neobjevuje; místo toho se zaměřuje na U. S. maršála Sama Gerarda, opět ztvárněného Tommy Lee Jonesem. Děj sleduje Gerarda a jeho tým, kteří pronásledují dalšího uprchlíka, Marka Sheridana (Wesley Snipes), který se snaží uniknout vládním úředníkům po mezinárodním konspiračním skandálu.
Ve filmu dále hrají Robert Downey Jr., Joe Pantoliano, Daniel Roebuck, Tom Wood a LaTanya Richardson, z nichž několik hrálo i v předchozím filmu.
Film byl produkován v koprodukci společností Warner Bros. Pictures a Kopelson Entertainment. Hudbu složil Jerry Goldsmith.
Film měl premiéru v kinech ve Spojených státech 6. března 1998 a doma utržil 57 milionů dolarů. Film vydělal dalších 45 milionů dolarů v zahraničí, což činí celosvětový výdělek 102,4 milionů dolarů při rozpočtu 45 milionů dolarů. Film se setkal se smíšenými ohlasy kritiky. Na video byl film vydán 21. července 1998.

## Děj
Mark Roberts Sheridan (Wesley Snipes) je obviněn z vraždy dvou tajných agentů Diplomatické bezpečnostní služby (Diplomatic Security Service, DSS) a po zatčení je policií převážen Boeingem 727 do věznice. Během letu dojde ke vzpouře vězňů a letadlo havaruje do řeky Ohio, což umožní Sheridanovi uniknout. 
Začíná neúprosné pronásledování vedené federálním agentem Samem Gerardem (Tommy Lee Jones), který před lety zažil podobnou zkušenost při pronásledování Dr. Kimblea a proto ví, co dělat, aby mohl nebezpečného vraha Marka Sheridana dopadnout. K tomu mu bude nápomocen zvláštní agent John Royce (Robert Downey Jr.).

## Obsazení
- Tommy Lee Jones jako U. S. maršál Samuel Gerard
- Wesley Snipes jako Mark J. Sheridan / Mark Roberts / Mark Warren
- Robert Downey Jr. jako zvláštní agent DSS John Royce
- Joe Pantoliano jako zástupce Cosmo Renfro
- Kate Nelligan jako U. S. maršálka Catherine Walsh
- Daniel Roebuck jako zástupce Bobby Biggs
- Tom Wood jako zástupce Noah Newman
- LaTanya Richardson jako zástupkyně Savannah Cooper
- Irène Jacob jako Marie Bineaux
- Patrick Malahide jako ředitel DSS Bertram Lamb
- Rick Snyder jako zvláštní agent DSS Frank Barrows
- Michael Paul Chan jako agent MSS Xiang Chen
- Johnny Lee Davenport jako zástupce Henry
- Donald Gibb jako Michael Conroy